# Athol (condado de Worcester)
Athol es un lugar designado por el censo ubicado en el condado de Worcester en el estado estadounidense de Massachusetts. En el Censo de 2010 tenía una población de 8.265 habitantes y una densidad poblacional de 377,29 personas por km².

## Geografía
Athol se encuentra ubicado en las coordenadas 42°35′36″N 72°13′49″O / 42.59333, -72.23028. Según la Oficina del Censo de los Estados Unidos, Athol tiene una superficie total de 21.91 km², de la cual 21.19 km² corresponden a tierra firme y (3.26%) 0.71 km² es agua.

## Demografía
Según el censo de 2010, había 8.265 personas residiendo en Athol. La densidad de población era de 377,29 hab./km². De los 8.265 habitantes, Athol estaba compuesto por el 94.85% blancos, el 1.03% eran afroamericanos, el 0.28% eran amerindios, el 0.94% eran asiáticos, el 0% eran isleños del Pacífico, el 0.99% eran de otras razas y el 1.91% pertenecían a dos o más razas. Del total de la población el 3.94% eran hispanos o latinos de cualquier raza.